# Tolpia multiprocessa
Tolpia multiprocessa là một loài bướm đêm thuộc họ Erebidae. Nó được tìm thấy ở Malaysia.
Sải cánh dài khoảng 13 mm. 